# Eupogonius longipilis
Eupogonius longipilis är en skalbaggsart som beskrevs av Bates 1880. Eupogonius longipilis ingår i släktet Eupogonius och familjen långhorningar.
Artens utbredningsområde är:
- Guatemala.
- Honduras.
- Venezuela.

Inga underarter finns listade i Catalogue of Life.